# 1913 في بيرو
فيما يلي قوائم الأحداث التي وقعت خلال عام 1913 في بيرو.

## رياضة
- 1 يناير – الدوري البيروفي لكرة القدم 1913 الفائز Jorge Chávez No. 1 [الإنجليزية]‏.

## مواليد

### يوليو
- 17 يوليو – سيغوندو كاستيلو فاريلا لاعب كرة قدم بيروفي.

## وفيات

### يونيو
- 23 يونيو – نيكولاس دي بييرولا (مواليد 1839)